# TCDD DH33100 sorozat
A TCDD DH33100 sorozat vagy a gyári típusjelölés szerint MaK 360 C dízel-hidraulikus erőátvitelű tolatómozdony-sorozat, melyet a kieli székhelyű Maschinenbau Kiel (MaK) gyártott 1953 és 1954 között 38, illetve ezt követően a Török Államvasutak (TCDD) további 25 példányban. A mozdonyokat 1980 és 1981 között Cummins-motorokkal szerelték fel.

## Történet
A DH33100 alapját a Wehrmachtnak gyártott WR 360 C, illetve a Deutsche Bundesbahnnak továbbfejlesztett változata, a DB V 36.4 adja. Az alváz és a hajtáslánc közel azonos a Wehrmacht-mozdonyéval, azonban a felépítmény jelentős változtatásokon esett át. A vezetőfülke a WR 360 C-vel ellentétben nem a váz egyik végén, hanem annak közepétől kicsit eltolva helyezkedik el, illetve a nagyobb biztonság érdekében a vezetőfülke ajtajai sem oldalra néznek, hanem a vázon belül található járdákról megközelíthető ajtókat kapott. A mozdonyokat eredetileg a MaK „MS 304 V“ típusú dízelmotorjával és a Voith „L 37 U” típusú hajtóművével szerelték. A sorozat tagjait az 1980-as évek elején remotorizálták, Cummins „KT1150L” típusú motort kaptak.